# 米山学
米山 学（よねやま まなぶ、1978年5月2日 - ）は、長野県出身の高校野球指導者。

## 経歴
笹賀ウイング、松本市立菅野中学校時代は松本南リトルシニアでプレーし、武蔵工業大学付属信州工業高等学校に進学。
東都大学野球の亜細亜大学に進学。2年秋にベストナイン、4年では主将となり、同期の松井光介、木佐貫洋(2年下)、小山良男（2年下）らの活躍もあって大学選手権で優勝、日米大学野球日本代表にも選出。3年上に井端弘和、2年上に赤星憲広、1年上に佐藤宏志、松本奉文、同期に吉川昌宏、久本祐一らがいた。
大学卒業後は社会人野球の本田技研に入社。同期の内野手に尾形佳紀がいた。第29回日本選手権では準優勝に貢献し、遊撃手として大会優秀選手となる。
その後、母校の信州工でコーチ、帝京三高監督を経て静岡県の加藤学園高等学校に赴任。野球部の監督に就任する。2020年の選抜大会では同校を春夏通じて初めての甲子園に導く。ただし、同大会は中止となり、代替の2020年甲子園高校野球交流試合に出場。鹿児島城西高等学校相手に勝利し、甲子園球場で初勝利をあげた。